# جورج ر. هندرسون
جورج ر. هندرسون (بالإنجليزية: George R. Henderson)‏ هو ضابط أمريكي، ولد في 6 يوليو 1893 في بوتكيت في الولايات المتحدة، وتوفي في 29 نوفمبر 1964.